# Shandiz
Shāndīz (farsi شاندیز) è una città dello shahrestān di Torqabeh e Shandiz, circoscrizione Centrale, nella provincia del Razavi Khorasan in Iran. Aveva, nel 2006, una popolazione di 6.402 abitanti.